# (5347) Orestelesca
(5347) Orestelesca – planetoida z pasa głównego planetoid.

## Odkrycie i nazwa
Odkryła ją Eleanor Helin 24 lutego 1985 roku w Obserwatorium Palomar. Nazwa planetoidy pochodzi od Oreste Lesca (ur. 1947) – astronoma amatora i fotografa. Przed nadaniem nazwy planetoida nosiła oznaczenie tymczasowe 1985 DX2.

## Orbita
(5347) Orestelesca obiega Słońce w średniej odległości 3,01 j.a. w czasie 5 lat i 80 dni.